# Pterolophia occidentalis
Pterolophia occidentalis là một loài bọ cánh cứng trong họ Cerambycidae.